# Viforâta (okręg Dymbowica)
Viforâta – wieś w Rumunii, w okręgu Dymbowica, w gminie Aninoasa. W 2011 roku liczyła 2474 mieszkańców.